# 风庆轮事件
风庆轮事件，是中华人民共和国在文化大革命时期由四人帮借远航欧洲归来的国产远洋轮“风庆号”返回上海港挑起的事端。四人帮借题发挥，安排发表大量文章，批判洋奴哲学和卖国主义路线，借此影射攻击周恩来、邓小平。

## 背景
为尽快发展中国的远洋运输业。1964年，时任中华人民共和国国务院总理周恩来提出了造船和买船同时并举的方针。1970年，他又指示力争在几年内基本结束主要依靠租用外国轮船的局面，把立足点放在国内造船上，在国内造船一时不能适应需要时，适当买进一些船舶，掌握远洋运输的主动权。

## 经过
1973年底，上海江南造船厂制造完成一万吨级远洋货轮“风庆轮”，经轻载试验，柴油机主机汽缸套磨损达0.15毫米，接船单位中华人民共和国交通部远洋局认为磨损过大，同设计要求有差距，为安全起见，提出“风庆轮”先跑近洋运输。因此，上海市革命委员会同交通部发生争执。其间，市革委会工交组在姚文元、马天水支持下，污蔑中国远洋公司上海公司是“崇洋公司”，并于1974年3月22日召开批判“崇洋媚外”大会，点名批判交通部。
1974年5月4日，经国务院批准，“风庆轮”在更换部分部件后首次由上海远航罗马尼亚。交通部为保证“风庆”轮远航，特意安排另一条远洋轮伴随“风庆”轮，并派专人到船上协助工作。7月下旬，在“风庆轮”尚未归航时，张春桥就在北京对上海市委写作组负责人朱永嘉布置：“要继续批洋奴哲学，这次‘风庆轮’出去即使沉了，也是胜利，回来后要好好写一点东西。”9月30日，“风庆轮”远航返回，上海组织了盛大欢迎仪式，《文汇报》、《解放日报》接连发表文章，宣称“我国近代造船工业发展史，是一部充满尊孔崇洋与反孔爱国斗争的历史”，影射交通部奉行“‘造船不如买船，买船不如租船’的洋奴哲学”，要“彻底批判代表儒家卖国主义路线的崇洋媚外思想”。《红旗》还发表由上海市委写作组以“风庆”轮党支部名义写的《扬眉吐气的三万二千里》一文，并在编者按中说“风庆”轮远航“对洋奴哲学、爬行主义之类地主买办资产阶级思想是一个有力的批判，它的意义决不限于造船业和海洋运输业”。上海还组织10余万人上船参观，扩大影响。
之后，上海发起了对交通部派遣到“风庆轮”上协助远洋工作的李国堂和顾文广的围攻。李、顾两人因拒绝在造船问题上批判国务院、交通部。风庆轮返航后，李、顾被扣留在上海并遭到批斗围攻。围攻群众提出要揪后台，规定“不批透不准回北京”，把矛头指向周恩来和当时主持国务院工作的副总理邓小平。

## 爆发
1974年6月1日，周恩来因病重住院治疗后，江青、张春桥、姚文元、王洪文等人开始在政治局会议上向邓小平发难，并引起了毛泽东的注意。7月17日，毛泽东在中央政治局会议上，首次严厉批评江青、王洪文、张春桥、姚文元四人为“四人小宗派”、“上海帮”（王洪文、张春桥、姚文元均从上海起家）。1974年10月，毛泽东在武汉提出要筹备四届全国人大、酝酿国家机构人事安排。10月4日，毛泽东电告王洪文，提议邓小平担任国务院第一副总理。要王洪文把他的这一重要人事安排告诉周恩来。10月11日，中共中央发出《召开四届人大通知》。
此事加速了四人帮意图夺权的进程，10月13日，江青从《国内动态清样》上看到关于“风庆轮”事件的报告，报道中对“造船不如买船，买船不如租船”的所谓“洋奴哲学”进行了批判。江青在材料上写道：“交通部是不是毛泽东、党中央领导的中华人民共和国的一个部？！”“有少数崇洋媚外、买办资产阶级思想的人专了我们的政。”“政治局对这个问题应该有人表态，而且应该采取必要的措施。”之后王洪文、张春桥、姚文元相继表态，要求国务院和交通部以此事为典型，进行所谓的“路线教育”。与此相反，邓小平看到这份材料后，仅在上面画了个圈（表示已阅），周恩来在江青派专送的传阅件上的批示也只写“已阅”两字。
10月17日中共中央政治局会议上，江青等人向邓小平发起突然袭击，提出风庆轮事件并逼迫与会政治局成员当场对此表态，并质问邓小平“对这件事，你是支持，还是反对？或者想站在中间立场？你要表明态度！”邓小平回答道“我已经圈阅了。并表示对这个材料还要调查一下。”并称“政治局开会讨论问题，要平等嘛，不能用这样的态度对人呀。”江青再次大闹，邓小平愤而离场。
10月18日，王洪文瞒着其他政治局成员，紧急飞往长沙毛泽东处。10月20日，毛泽东在长沙听到江青汇报后非常恼火，并称风庆轮是小事，而且李先念已经解决，江青做法错误。并提议邓小平出任中共中央副主席、第一副总理和军委副主席兼总参谋长。11月12日，毛泽东会见邓小平，称赞他在10月17日政治局会议上公开抵制江青的做法。在毛泽东嘱托下，邓小平主持起草第四届全国人大政府工作报告。

## 结果
12月23日，毛泽东在长沙与周恩来进行决策，并同意周恩来提出的由邓小平担任国务院第一副总理、中共中央军委副主席兼中国人民解放军总参谋长提议。1975年1月5日，中共中央发出第一号文件，任命邓小平为中共中央军委副主席兼中国人民解放军总参谋长。1月8日至10日，中共中央召开十届二中全会，选举邓小平为中共中央政治局常委、中共中央副主席。在第四届全国人民代表大会第一次会议上，邓小平被任命为国务院副总理。